# Хризотриксовые
Хризотриксовые (лат. Chrysothricaceae) — семейство лишайников порядка Артониевые (Arthoniales).

## Описание
Слоевище накипное, без корового слоя, расположенное на поверхности субстрата, ярко-жёлтое или жёлто-зелёное, покрытое соредиями, или же погружённое в субстрат, тогда бледно-серое, без соредий. Апотеции обычно не развиваются, если же развиваются, то поверхностные или углублённые, светлые, округлые, желтоватые. Парафизы (стерильные гифы апотеция) неокрашенные, септированные. Аски восьмиспоровые, булавовидные. Споры неокрашенные, узкояйцевидные или узкоэллиптические, состоят из 1—4 (чаще — 4) клеток.

## Ареал
Типовой род семейства обладает космополитичным ареалом, отсутствуя только в пустынях. Второй род, Byssocaulon, известен из тропических и субантарктических регионов Южной Америки.

## Таксономия

### Синонимы
- Pulverariaceae Schltdl. ex Rchb., 1828

### Роды
- Byssocaulon Mont., 1835
- Chrysothrix Mont., 1852, nom. cons. — Хризотрикс